# Momordica spinosa
Momordica spinosa är en gurkväxtart som först beskrevs av Ernest Friedrich Gilg, och fick sitt nu gällande namn av Emilio Chiovenda. Momordica spinosa ingår i släktet Momordica och familjen gurkväxter. Inga underarter finns listade i Catalogue of Life.